# Besni Fok, Belgrad
Besni Fok este o localitate în zona suburbană a orașului Belgrad, comuna Palilula, Banat, Serbia.